# Лејта (Вашингтон)
Лејта (енгл. Latah) град је у америчкој савезној држави Вашингтон. По попису становништва из 2010. у њему је живело 183 становника.

## Демографија
Према попису становништва из 2010. у граду је живело 183 становника, што је 32 (21,2%) становника више него 2000. године.
| Група             | 2000.       | 2010.       |
| Белци             | 143 (94,7%) | 161 (88,0%) |
| Афроамериканци    | 0 (0,0%)    | 0 (0,0%)    |
| Азијати           | 1 (0,7%)    | 1 (0,5%)    |
| Хиспаноамериканци | 7 (4,6%)    | 11 (6,0%)   |
| Укупно            | 151         | 183         |